# Przemiana eutektoidalna
Przemiana eutektoidalna – odwracalna przemiana fazowa, w wyniku której przy chłodzeniu z fazy stałej o składzie eutektoidalnym wydziela się mieszanina dwóch faz stałych (eutektoid). Dla określonych układów o danym składzie chemicznym zachodzi w konkretnej temperaturze, zwanej eutektoidalną.

## Ogólne informacje
{\displaystyle \gamma {\xrightarrow[{\text{Temp. eutektoidalna}}]{\text{Chłodzenie}}}\alpha +\beta }

{\displaystyle \alpha +\beta {\xrightarrow[{\text{Temp. eutektoidalna}}]{\text{Nagrzewanie}}}\gamma }

gdzie:
α, β, γ - fazy stałe
W przypadku przemian eutektoidalnych faza wyjściowa nie doznaje w trakcie przemiany żadnych zmian, aż do momentu przejścia przez nią tzw. frontu przemiany. Powstałe dwie nowe fazy stałe różnią się od fazy wyjściowej strukturą krystaliczną i składem chemicznym.

Przemiana eutektoidalna jest bardzo podobna do wydzielania nieciągłego. W obu przypadkach z roztworu stałego powstaje płytkowa mieszanina faz, przemiana odbywa się na poruszającym się froncie i wymaga bocznego rozprowadzenia domieszki. Występują natomiast dwie zasadnicze różnice:
- w trakcie przemiany eutektoidalnej zmienia się sieć krystaliczna osnowy, a podczas wydzielania nieciągłego zmienia się jedynie orientacja osnowy
- boczne rozprowadzanie domieszki przemiany eutektoidalne odbywa się w całej objętości, w przypadku wydzielania nieciągłego odbywa się tylko po granicach ziaren[2].

Charakterystycznym miejscem w układzie równowagi wykazującego istnienie przemiany eutektoidalnej jest punkt eutektoidalny. Ze względu na zawartość domieszki względem tego punktu można wyróżnić trzy stopy:
- podeutektoidalne
- eutektoidalne
- nadeutektoidalne[1].